# Млабрі
Млабрі, мрабрі (тай. มลาบรี) — малочисельна етнічна група мисливців і збирачів у Таїланді та Лаосі.

## Назва
Назва мрабрі походить з мови кхму й означає «люди лісу» — мра (людина), брі (ліс). Також відомі під тайською назвою пхі-тонг-луанг (тай. ผีตองเหลือง), що означає «духи жовтого листя». Друга назва походить від того, що групи млабрі кочують і полишають свої курені з бананового листя після того, як воно починає жовтіти, щоб збудувати нове поселення.

## Генетика
Генетичні дослідження Хірокі Оота 2005 року показують, що група сформувалася на базі кількох індивідуумів 500—800 років тому.

## Традиції та побут
Перші дослідження були проведені 1938 року, коли австрійський антрополог Хьюго Бернацик опублікував працю «Люди жовтого листя».
Млабрі традиційно вели кочовий образ життя у джунглях, часто переходячи з місця на місце. Вони будували тимчасові шалаші з пальмового та бананового листя на бамбукових палицях. Коли листя починало жовтіти, млабрі збиралися і кочували на нове місце. Одяг складався з пов'язки на стегнах. Займалися переважно збиральництвом та полюванням. Серед млабрі була висока смертність дітей, оскільки жінки народжують насамоті.
Розмовляють мовою млабрі, що належить до мон-кхмерскої мовної сім'ї. Сформованої релігії млабрі не мають. Поклоняються духам лісу та природи.
Сьогодні млабрі нараховують близько 300—400 осіб. Вони осіли, відмовилися від традиційного житла та одягу. До збирання і полювання додалися також сільське господарство та в'язання гамаків. Одне поселення у провінції Нан знаходиться під патронатом принцеси Сіріндхорн.

## Галерея
- Старі фотографії млабрі [Архівовано 11 вересня 2016 у Wayback Machine.]